# Dypterygia daemonassa
Dypterygia daemonassa är en fjärilsart som beskrevs av Dyar 1910. Dypterygia daemonassa ingår i släktet Dypterygia och familjen nattflyn. Inga underarter finns listade i Catalogue of Life.